# Explosions in the Sky
Explosions in the Sky (často zkracováno EITS) je americká post-rocková skupina, která svou instrumentální hudbu hraje od roku 1999. V texaském městě Austin ji založili 4 členové a složení zůstává dodnes stejné:
- Mark Smith - kytara
- Michael James - basová kytara
- Munaf Rayani - kytara
- Christopher Hrasky - bicí

Kromě studiových alb, skupina také složila a nahrála soundtrack k filmu Světla páteční noci. Název skupiny v překladu doslova znamená Výbuchy na obloze.

## Diskografie

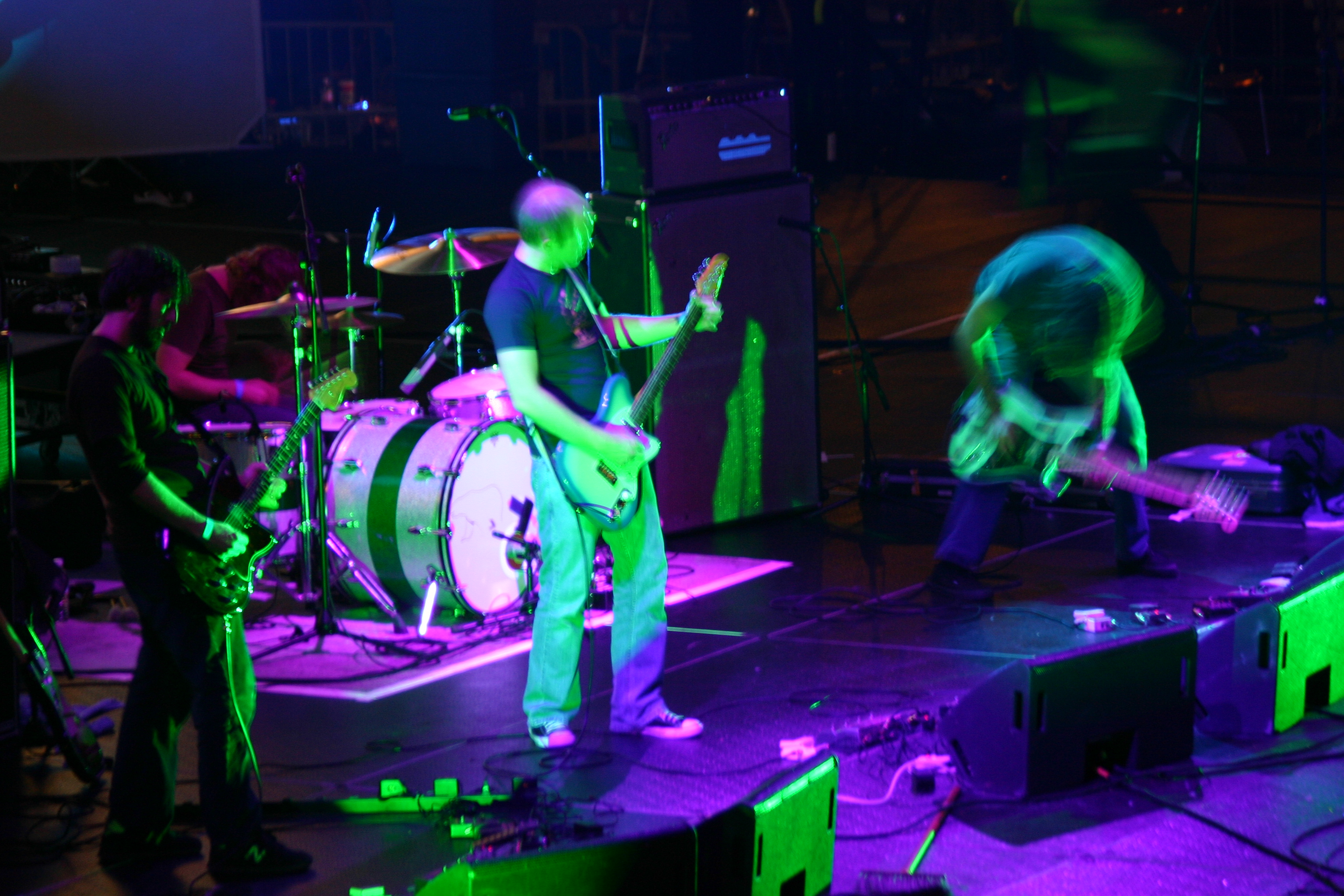
EITS při koncertě v San Franciscu

### Studiová alba
- How Strange, Innocence (2000)
- Those Who Tell the Truth Shall Die, Those Who Tell the Truth Shall Live Forever (2001)
- The Earth Is Not a Cold Dead Place (2003)
- All of a Sudden I Miss Everyone (2007)
- Take Care, Take Care, Take Care (2011)
- The Wilderness (2016)

### Ostatní alba
- Thank You (2004, kompilace)
- Friday Night Lights Original Soundtrack (2004, soundrack k filmu Světla páteční noci)
- The Rescue (2005, EP)
- Live At The Grey Eagle (2007, záznam koncertu)
- Lone Survivor: Original Motion Picture Soundtrack (2013, soundtrack k filmu Na život a na smrt)
- Prince Avalanche: An Original Motion Picture Soundtrack (2013, soundtrack k filmu Prince Avalanche)
- Manglehorn: Original Motion Picture Soundtrack (2014, soundtrack k filmu Manglehorn)